# ملعب كولوفري
ملعب كولوفري (بالإنجليزية: Colovray Sports Centre)‏ هو الملعب الذي تقام فيه مباريات نادي نيون في كرة القدم والرغبي ويقع مقابل مقر الاتحاد الأوروبي لكرة القدم في مدينة نيون، سويسرا. ومنذ موسم 2013–14، يستضيف الملعب المباراة النهائية لدوري أبطال أوروبا للشباب.